# John Yate Robinson
John Yate Robinson (Lewisham, Londres, 6 d'agost de 1885 – Londres, 23 d'agost de 1916) va ser un jugador d'hoquei sobre herba anglès que va competir a principis del segle xx.
El 1908 va prendre part en els Jocs Olímpics de Londres, on va guanyar la medalla d'or en la competició d'hoquei sobre herbal, com a membre de l'equip anglès. Entre 1907 i 1911 fou 9 vegades internacional amb Anglaterra.
Morí com a resultat de les ferides patides en combat, a la Campanya de Mesopotàmia, durant la Primera Guerra Mundial.